# Paranthrenopsis editha
Paranthrenopsis editha är en fjärilsart som beskrevs av Butler 1879. Paranthrenopsis editha ingår i släktet Paranthrenopsis och familjen glasvingar. Inga underarter finns listade i Catalogue of Life.